# Cristóbal Mosquera de Figueroa

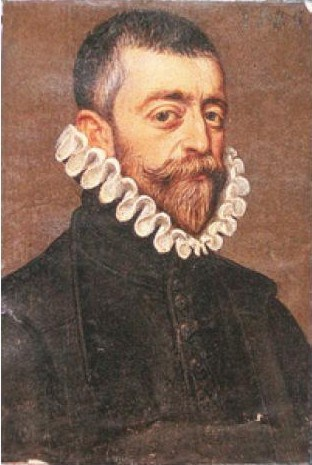
Cristóbal Mosquera Figueroa por Felipe de Liaño. Óleo sobre naipe pegado a la ejecutoria de hidalguía, 1587, Madrid, colección Eduardo Jiménez Carlé.

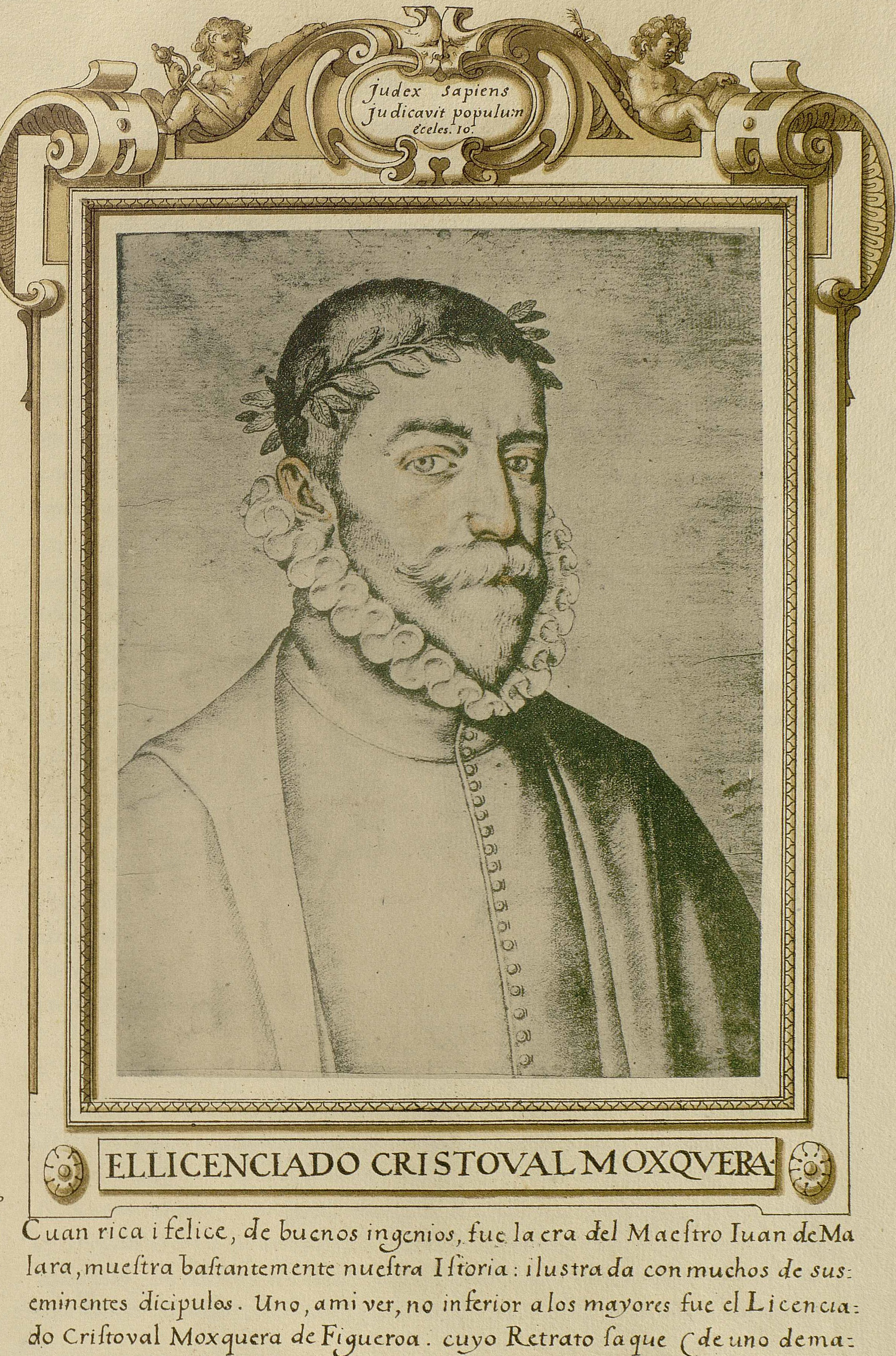
Cristóbal Mosquera, dibujo de Francisco Pacheco, Libro de descripción de verdaderos retratos de ilustres y memorables varones, Madrid, Biblioteca de la Fundación Lázaro Galdiano.

Cristóbal Mosquera de Figueroa (Sevilla, 1547-Écija, 1610), poeta renacentista del Siglo de Oro español.

## Biografía
Fue de condición hidalga. Según el Libro de retratos de Francisco Pacheco, estudió en Salamanca y en Osuna y fue discípulo de Juan de Mal Lara. Fue corregidor sucesivamente de Utrera, del Puerto de Santa María y de Écija, y alcalde mayor del Adelantamiento de Burgos. Tuvo algunos amigos muy conocidos, como el poeta Alonso de Ercilla, cuya tercera parte de la Araucana prologó, Miguel de Cervantes, a quien le proporcionó trabajo como recaudador de la Armada Invencible, y don Álvaro de Bazán, primer marqués de Santa Cruz, que le protegió. Participó como Auditor General de la Armada, de la que fue cronista, en la expedición a las Azores y a la isla Terceira. 
Escribió El conde Trivulcio (1586), publicación no autorizada por el autor y de la cual renegó, reescribiéndolo y publicándolo en 1596 con el título de Elogio del excelentíssimo señor Don Álvaro de Baçán, marqués de Santa Cruz, señor de las Villas del Viso y Valdepeñas, Comendador mayor de León, del Consejo de su Magestad, y su Capitán General del mar Océano y de la gente de guerra del Reyno de Portugal. Compuso también un Comentario en breve compendio de disciplina militar, en que se escrive la jornada de la isla de los Açores (Madrid, 1596). Sus Poesías inéditas fueron publicadas en Madrid por Guillermo Díaz Plaja en edición costeada por la Real Academia Española en 1955. Sus últimos años los pasó en Écija, donde murió en 1610.

## Estilo literario
Como poeta fue un hábil recreador de los motivos de la poesía del momento, pero no un creador stricto sensu; le gustan las construcciones trimembres y versifica con facilidad. Se nota que había leído a Garcilaso de la Vega, Fernando de Herrera y Fray Luis de León, y que todos ellos fueron sus modelos, en especial los dos primeros. El del último es perceptible en su elegía Al abad Francisco de Salinas, catedrático de música de Salamanca, y en su oda In encomium pacis... se evoca la Noche serena del agustino. Si se tiene en cuenta que estudió en Salamanca, no es de extrañar que leyera las poesías luisianas en manuscrito. Fernando de Herrera era amigo personal de Mosquera y publicó en sus Anotaciones algunas traducciones suyas y una elegía A la muerte de Garcilaso de la Vega. 
También cultivó los versos tradicionales castellanos con idéntica destreza. Su poesía sagrada se orienta ya hacia el conceptismo; su tema más tratado es la Pasión de Cristo y su iconografía. Su poesía amorosa se centra en un amor imposible según los cánones del petrarquismo, pero tiene dos destinatarias: Criselia y Cintia. Tampoco falta la poesía moral que invita al abandono del mundo y al alejamiento de la vida urbana.